# Adrian Bellani
Adrian Bellani, właściwie Gerardo Roberto Celasco Palomo, znany także jako Gerardo Celasco (ur. 8 kwietnia 1982 w Miami na Florydzie) − amerykański aktor telewizyjny i filmowy pochodzenia włoskiego.

## Życiorys
Urodzony w Miami na Florydzie, młodość spędził w Salwadorze, gdzie uczęszczał do American School of El Salvador (Escuela Americana). Startował w turniejach międzynarodowych w siatkówce i zawodach jeździeckich, a także pracował jako model. Później studiował finanse w Southern Methodist University (SMU).
Wkrótce trafił do reklamy Pepsi u boku Christiny Aguilery. Stał się rozpoznawalny jako drugi aktor grający rolę Miguela Lopeza-Fitzgeralda (w 1999 postać kreował Jesse Metcalfe z Gotowych na wszystko) w operze mydlanej NBC Passions (2005-07). 

## Wybrana filmografia

### Seriale TV
- 2006-2007: Passions jako Miguel Lopez-Fritzgerald
- 2007: Herosi (Heroes) jako Gilberto
- 2007: Passions jako Fox Crane
- 2011: RPM Miami jako Alejandro 'Alex' Hernandez
- 2011: Partnerki (The Huntress) jako Manny Vega
- 2014: Impersonalni (Person of Interest) jako Tomas Koroa
- 2014-2015: The Haves and the Have Nots jako Carlos
- 2017: Kości (Bones) jako Mark Kovac
- 2019: S.W.A.T. – jednostka specjalna jako David Arias
- 2019-2020: Sposób na morderstwo (How to Get Away with Murder) jako Xavier Castillo

### Filmy fabularne
- 2010: Las Angeles jako Freddy
- 2011: Moneyball jako Carlos Peña
- 2011: Pimp Bullies jako Daniel
- 2012: Battleship: Bitwa o Ziemię (Battleship) jako Ensign Chavez
- 2013: Crosstown jako Rigo
- 2013: Westside (TV) jako Alex Deanne